# Argatroban
Argatroban ist ein Arzneistoff zur Hemmung der Blutgerinnung. Der synthetische direkte Inhibitor des Thrombins ist in Deutschland und Österreich seit 2005 und seit 2016 in der Schweiz unter dem Namen Argatra zur Antikoagulation bei Erwachsenen mit einer heparininduzierten Thrombozytopenie vom Typ II (HIT II) zugelassen, wenn diese einer parenteralen antithrombotischen Therapie bedürfen.
Chemisch gehört Argatroban zu den nicht-peptidischen Thrombin-Inhibitoren. Arzneilich kommen sowohl das Monohydrat als auch die wasserfreie Form zum Einsatz.

## Wirkungsmechanismus
Argatroban gehört zur Klasse der direkten Thrombininhibitoren (DTI). Die Substanz ist ein hochwirksamer, monovalenter direkter Thrombininhibitor, der selektiv an die aktive katalytische Bindungsstelle des Thrombins bindet. Die Bindung erfolgt an gelöstes wie auch an fibrinständiges (an Gerinnsel gebundenes) Thrombin.
Die antikoagulatorische Wirkung von Argatroban beruht auf der reversiblen Hemmung sämtlicher Wirkungen des Thrombins einschließlich der Fibrinbildung, der Aktivierung der Koagulationsfaktoren V, VIII und XIII sowie der Thrombozytenaktivierung und -aggregation. Es hemmt zudem die Aktivierung des Protein C durch Thrombin.

## Klinische Angaben

### Anwendungsgebiete (Indikationen)
Argatroban ist unter dem Handelsnamen Argatra 100 mg/ml Konzentrat zur Herstellung einer Infusionslösung in Deutschland und Österreich seit 2005 zugelassen zur Antikoagulation bei erwachsenen Patienten mit heparininduzierter Thrombozytopenie Typ II (HIT II), die einer parenteralen antithrombotischen Therapie bedürfen. Daneben gibt es einzelne Fallberichte zur Anwendung bei Kindern, ohne dass eine Zulassung vorliegt.

### Dosierung
Die Dosierung richtet sich nach dem individuellen Zustand des Patienten. Insbesondere bei Patienten mit eingeschränkter Leberfunktion ist unter Umständen die Dosis zu reduzieren. Bei postoperativen Patienten schlägt der Hersteller eine Dosis von 0,05 bis 0,1 µg/kg*min als kontinuierliche Laufrate (per Perfusor) vor.
Die Überwachung der Antikoagulation kann mit der aktivierten partiellen Thromboplastinzeit (aPTT) erfolgen. Die Ziel-aPTT liegt dabei bei 50–60 Sekunden.

### Metabolismus
Argatroban hat eine vorteilhafte Pharmakokinetik mit einer β-Eliminationshalbwertszeit von 40 bis 50 min, wird in der Leber abgebaut, überwiegend über die Galle ausgeschieden und kumuliert nicht bei Patienten mit Niereninsuffizienz.